# Yeşilhisar (Hocalar)
Yeşilhisar ist ein Dorf im Landkreis Hocalar, der Provinz Afyonkarahisar in der Türkei mit 1360 Einwohnern (Stand: Ende 2024). Yeşilhisar liegt etwa 9 km von Hocalar und 120 km von der Provinzhauptstadt Afyon entfernt. Bis zum Jahr 2003 war der Name Ahırhisar und wurde dann in Yeşilhisar (grüne Festung) umgeändert.
Im Ort sind zwei Grundschulen vorhanden. Medizinische Versorgung ist durch einen Arzt und zwei Schwestern gewährleistet. Die meisten Bürger leben von der Landwirtschaft, es werden Getreide, Obst und Gemüse angebaut.
Die Hochebene (Yayla) und die Brunnen mit ihrem eiskalten Wasser in Yeşilhisar sind sehenswert. Eine große Anzahl der Bürger von Yeşilhisar lebt in Deutschland und in Frankreich, wenige in Österreich und der Schweiz.